# 金久實
金久 實（かねひさ みのる、1948年1月23日 - ）は、日本のバイオインフォマティクス（生命情報科学）研究者。理学博士、京都大学名誉教授・特任教授、東京大学教授（元）、日本バイオインフォマティクス学会初代会長・名誉会員、クラリベイト・アナリティクス引用栄誉賞受賞者。日本で最も知られ注目されているバイオインフォマティクスの専門家であり、KEGGバイオインフォマティクスデータベースの開発者としても知られる。

## 経歴
1948年、長崎市で生まれる。父は鹿児島県出身の医学者である金久卓也（後に鹿児島大学名誉教授）。福岡教育大学の附属小学校から、小学6年生になる1959年に鹿児島大学教育学部附属小学校に転入し、以降高校まで鹿児島市で育つ。ラ・サール中学校・高等学校卒業。1966年、東京大学教養学部前期課程理科一類に入学。東京大学理学部物理学科で学び、大学院理学系研究科物理学専攻修士課程・博士課程へ進む。大学院では生物物理の研究室に入ったが、大腸菌を使った実験で失敗続きだったため、実験への苦手意識から大型計算機センターに入り浸ってタンパク質の構造などを解析をおこない、この頃のコンピュータとの出会いが研究者人生に大きく影響した。1976年2月に論文「Thermodynamic analysis of the conformational stability of globular proteins（球状蛋白質の構造安定性の熱力学的解析）」で東京大学から理学博士を取得した。
博士研究員としてジョンズ・ホプキンズ大学医学部とロスアラモス国立研究所で研究した後、1981年にロスアラモス国立研究所所属の研究員となった。ロスアラモスにいる間、公開されているすべてのヌクレオチド配列とその転写タンパク質のデータベースGenBankの開発者の一人であった。1985年10月から1987年6月まで京都大学化学研究所助教授、1987年7月から2012年3月まで教授で、うち2001年4月から2011年3月までは研究所のバイオインフォマティクスセンター長。そのほか東京大学医科学研究所ヒトゲノム解析センター教授（1991年7月～1995年6月、2002年4月～2012年3月）や日本バイオインフォマティクス学会初代会長（1999年12月～2003年3月）なども務めた。2012年4月に京都大学名誉教授の称号を授与されるとともに、京都大学化学研究所特任教授に任じられる（2022年現在現職）。
1995年、金久はKEGG（京都遺伝ゲノム百科事典）のデータベースプロジェクトを開始した。ゲノム配列データの生物学的解釈に使えるコンピュータ化された情報源が必要になると予見し、彼はKEGG PATHWAYデータベースの開発を始めた。これは、手動で描かれた代謝に関する実験的知識を表したKEGGパスウェイマップと、細胞と生物のその他機能に関する情報を集めたものである。各パスウェイマップには分子相互作用や反応のネットワーク情報が記載され、ゲノム中の遺伝子からパスウェイ中の遺伝子産物（その大半はタンパク質）にリンクするよう設計されているこれによりKEGGパスウェイマッピングと呼ばれる分析ができ、それによってゲノム中の遺伝子をKEGGパスウェイデータベースと比較してどのパスウェイや関連する機能がゲノム中にコードされていそうなのかを調べられるようになった。

## 受賞歴・栄誉
2001年、大川出版賞受賞。2018年、「KEGG (Kyoto Encyclopedia of Genes and Genomes) の開発を含むバイオインフォマティクスへの貢献」でクラリベイト・アナリティクス引用栄誉賞において生理学・医学賞部門を受賞。2019年、Protein Society Carl Brändén Award受賞。
また、国際純正・応用化学連合フェロー（2004年）、国際計算生物学会フェロー（2013年）、日本バイオインフォマティクス学会名誉会員（2018年）の称号を各学会から与えられている。

## 参照情報
1. 1 2 3 4 5 6 7  「出るかノーベル賞…京都大・金久實特任教授（ラ・サール出身）、バイオインフォマティクスで注目の「候補」」『南日本新聞 373news.com』2022年10月3日。2022年12月2日閲覧。
2. 1 2 3 4 5 6 7 8 9 10 11 12 13 14 15 16  “Minoru Kanehisa - Curriculum Vitae”. 金久ラボラトリーズ. 2022年12月2日閲覧。
3. 1 2 3  Fogg, Christiana N.; Kovats, Diane E. (2013-08-22). “International Society for Computational Biology Welcomes Its Newest Class of Fellows”. PLoS Computational Biology 9 (8):  e1003199. doi:10.1371/journal.pcbi.1003199.
4. ↑  “CiNii博士論文 - Thermodynamic analysis of the conformational stability of globular proteins”. CiNii. 2022年12月2日閲覧。
5. ↑  “Overview of Bioinformatics Research in Japan”. 2017年9月13日閲覧。
6. ↑  Kanehisa M; Goto S (2000). “KEGG: Kyoto Encyclopedia of Genes and Genomes”. Nucleic Acids Res 28 (1):  27-30. doi:10.1093/nar/28.1.27. PMC 102409. PMID 10592173.
7. ↑  Kanehisa M (1997). “A database for post-genome analysis”. Trends Genet 13 (9):  375-6. doi:10.1016/S0168-9525(97)01223-7. PMID 9287494.
8. ↑  “Citation Laureates 2018”.   Clarivate Analytics. 2018年9月29日閲覧。